# Bruinbuikpiewie
De bruinbuikpiewie (Contopus caribaeus) is een zangvogel uit de familie Tyrannidae (tirannen).

## Verspreiding en leefgebied
Deze soort komt voor op Cuba en de Bahama's en telt vier ondersoorten:
- C. c. bahamensis: Bahamas.
- C. c. caribaeus: Cuba en de Isla de la Juventud.
- C. c. morenoi: Zapata-moeras (Cuba).
- C. c. nerlyi: de eilanden nabij zuidelijk-centraal Cuba.

## Status
De grootte van de populatie is niet gekwantificeerd maar de soort wordt omschreven als vrij algemeen. Op de Rode lijst van de IUCN heeft deze soort de status niet bedreigd.